# Hassan Riyahi

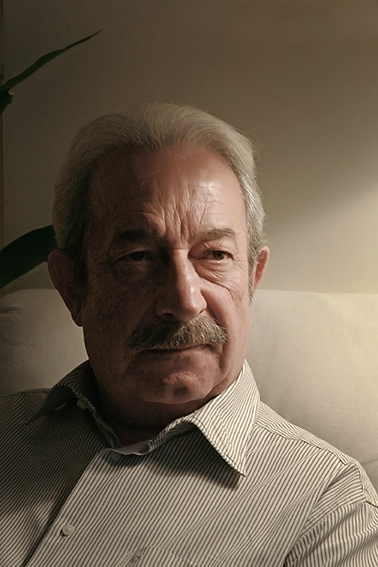
Hassan Riyahi, 2008

Hassan Riyahi (* 1944 in Schiras) ist ein iranischer Komponist, der die Melodie der Nationalhymne der Islamischen Republik Iran komponierte.

## Leben
Nach einer Tätigkeit an der Universität Schiras ging Riyahi 1977 in die USA, wo er seinen Abschluss machte. Nach seiner Rückkehr in den Iran war Riyahi bei der Islamic Republic of Iran Broadcasting tätig.
Heute arbeitet Riyahi als Direktor der Musikabteilung der Fakultät für Kunst und Architektur an der islamischen Azad-Universität in Teheran.